# Mimi Reinhardt

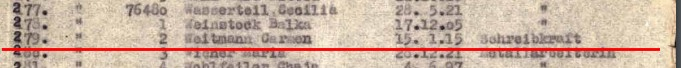
Listan som Mimi Reinhardt skrev. Hon är nummer 279, Carmen Weitmann.

Mimi Reinhardt (tidigare Weitmann), född Carmen Koppel den 15 januari 1915 i Wien, död 8 april 2022 i Herzliya, Israel, var en österrikisk sekreterare. Hon arbetade som sådan för industrimannen Oskar Schindler, och skrev hans lista över judiska arbetare som rekryterades till hans emalj- och ammunitionsfabrik i Kraków.
Mimi Reinhardt studerade språk vid universitetet i Wien, och lärde sig där stenografi, för att snabbare kunna göra anteckningar. I Wien träffade hon sin blivande make, och flyttade efter Anschluss med honom till polska Kraków. Hon och hennes man greps, han sköts i Krakóws getto när han försökte fly. Efter stängningen av gettot i Krakow, transporterades hon tillsammans med andra judar till koncentrationslägret i Płaszów.
Eftersom hon kunde stenografi blev hon anställd på lägerförvaltningen, där hon träffade Oskar Schindler, och blev hans sekreterare. Efter att Schindler hade bett SS-lägerchefen Amon Göth om fler arbetare, började hon skriva ut en listan över arbetare, som sedan kunde föras över till underlägret Brünnlitz, där Schindler fortsatte sin verksamhet. Tack vare hans hjälp överlevde 1 200 judar där fram till befrielsen i maj 1945.
Efter kriget hittade Mimi Weitmann sin son Sacha Weitmann (född 1939), i Ungern, och flyttade med honom till Tanger. Där träffade hon och gifte sig med sin andra man, vid namn Reinhardt.
1957 flyttade familjen till USA och bodde i New York. 2007, 92 år gammal, flyttade Mimi Reinhardt till sin son i Herzliya, dit han hade immigrerat. Hon dog där 8 april 2022, 107 år gammal, på ett äldreboende.